# Daltonia baumgartneri
Daltonia baumgartneri là một loài rêu trong họ Daltoniaceae. Loài này được J. Froehl. mô tả khoa học đầu tiên năm 1953.